# Świat Dzikiego Zachodu
Świat Dzikiego Zachodu (oryg. Westworld) – amerykański film fantastyczny zrealizowany w 1973 roku przez Michaela Crichtona. Nominowany do nagród Hugo i Nebula w 1974 roku.
Miejscem akcji jest park rozrywki, gdzie roboty wiernie naśladują ludzi. Przebrane za kowbojów i rewolwerowców pozwalają klientom poczuć się jak w westernie. Można je na niby zabić (są na bieżąco naprawiane), ale one nie mogą nikogo skrzywdzić. Awaria komputera sterującego robotami powoduje, że przygoda staje się śmiertelnie niebezpieczna. Jeden z robotów wydostaje się spod kontroli i zaczyna polować na dwóch turystów.

## Obsada
- Yul Brynner – Rewolwerowiec Robot
- Richard Benjamin – Peter Martin
- James Brolin – John Blane
- Alan Oppenheimer – Administrator
- Victoria Shaw – Królowa

## Kontynuacje i adaptacje
- W 1976 roku nakręcono drugą część filmu, Świat przyszłości, w reżyserii Richarda T. Heffrona.
- W odcinku trzecim serialu Scooby i Scrappy Doo z 1979 r. postaci korzystają z usług bardzo podobnego parku rozrywki. Z robotami w roli ludzi, ale oferującego więcej fikcyjnych światów.
- W 1980 powstała alternatywna kontynuacja, serial Beyond Westworld
- W 1996 wydano grę Westworld 2000.
- W 2016 pojawił się pierwszy sezon serialu Westworld, produkcji HBO.